# Patricia Emonet
Patricia Emonet-Blanc, francoska alpska smučarka, * 22. julij 1956, Sallanches, Francija.
Nastopila je na Olimpijskih igrah 1976 in dosegla enajsto mesto v veleslalomu. V svetovnem pokalu je tekmovala osem sezon med letoma 1972 in 1979 ter dosegla štiri zmage in še šest uvrstitev na stopničke. V skupnem seštevku svetovnega pokala se je najvišje uvrstila na tretje mesto leta 1973, ko je tudi osvojila veleslalomski mali kristalni globus.
Tudi njena sestra Claudine Emonet je bila alpska smučarka.